# Chiesa dei Santi Pietro e Paolo (Vallarsa)
La chiesa dei Santi Pietro e Paolo  è la parrocchiale di Raossi, frazione di Vallarsa, in Trentino. Fa parte della zona pastorale della Vallagarina dell'arcidiocesi di Trento e la sua costruzione risale al XX secolo.

## Storia

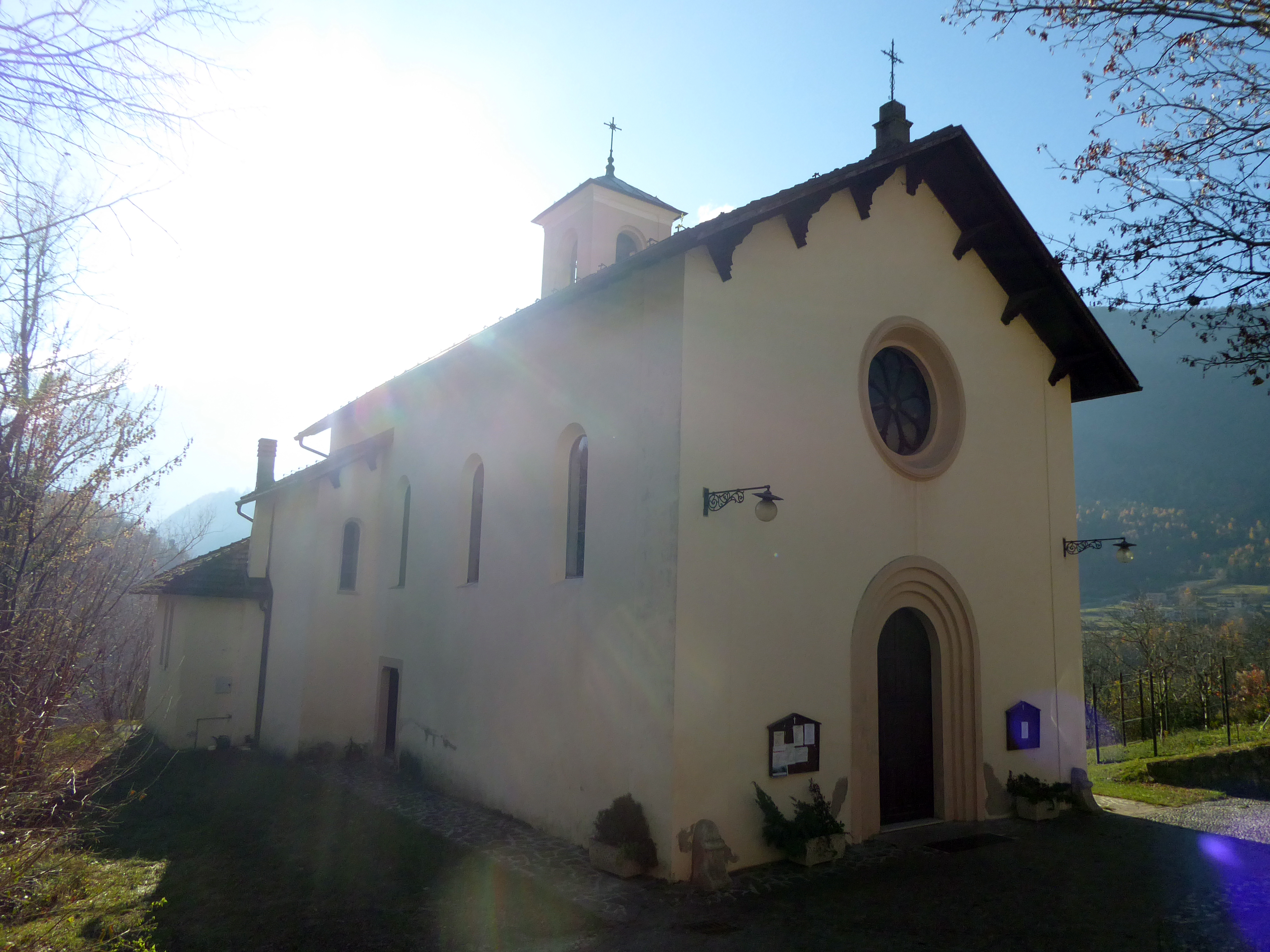
Prospetti principale e laterale sinistro della chiesa.

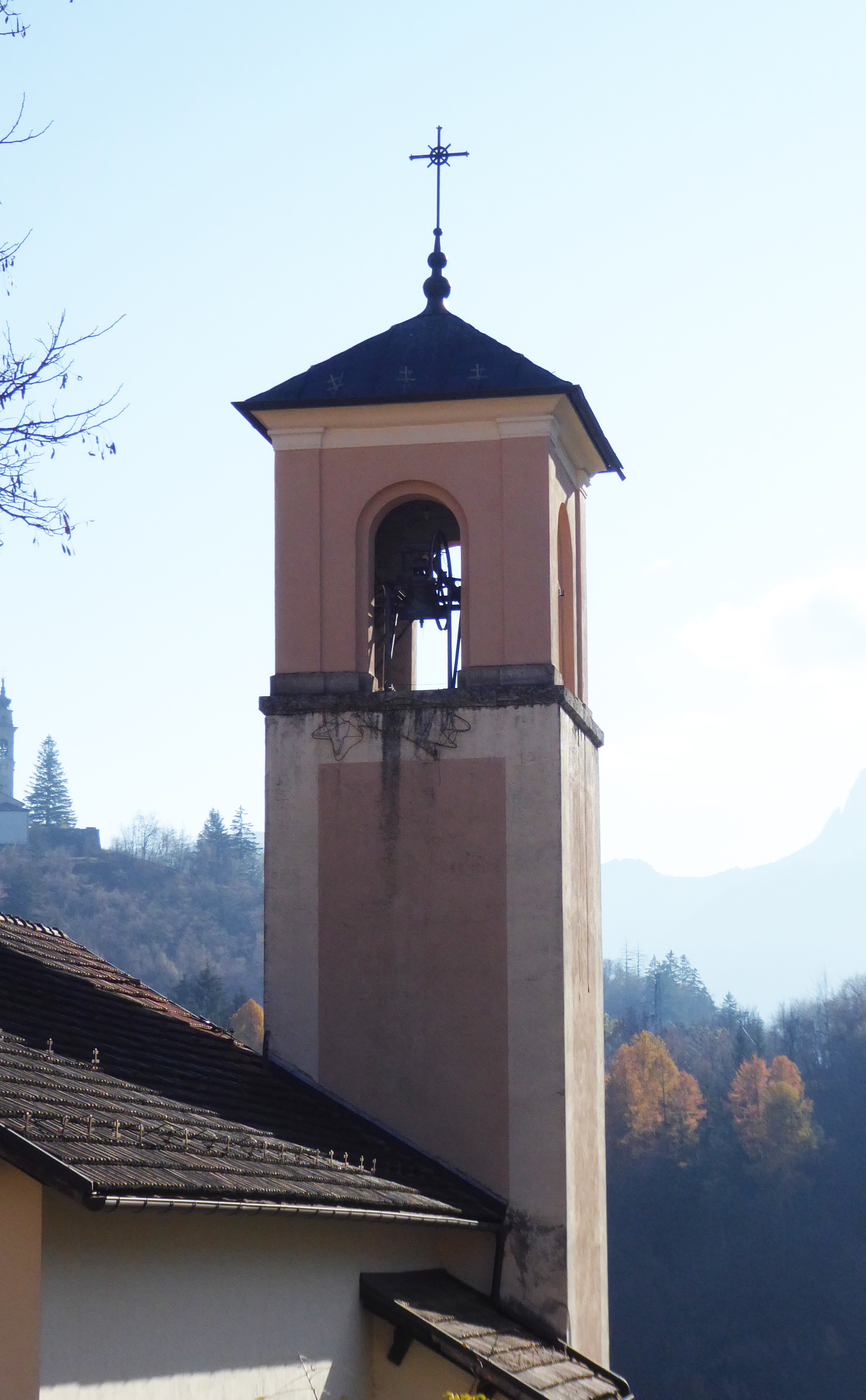
Torre campanaria.

Il primo luogo di culto nella frazione di Raossi fu una cappella con un solo altare e con dedicazione a Santa Lucia della quale si ha notizia già nel 1719. Fu eretta grazie a Bartolomeo Raos, che lasciò anche un beneficio per il suo mantenimento.
Durante il primo conflitto mondiale l'edificio venne distrutto e sul sito fu edificata poi la casa canonica. La costruzione di un nuovo luogo di culto, ormai necessario, iniziò, dopo aver raccolto in vari modi la somma necessaria, nel 1923 e due anni dopo la nuova chiesa fu ultimata. La riedificazione avvenne in economia e sfruttando anche materiale che si recuperò dalle abitazioni della zona distrutte durante la guerra.
Il giorno di Ferragosto del 1925 la nuova chiesa fu benedetta e pochi mesi dopo venne elevata dignità di espositura della chiesa parrocchiale di Vallarsa. Nel 1936 la sala venne arricchita di decorazioni che in seguito andarono perdute durante i lavori per l'adeguamento liturgico. Fu elevata a dignità curaziale il 15 agosto 1941 poi, nel 1958, divenne chiesa parrocchiale autonoma.
L'abside fu dotato di nuove vetrature preparate dalla ditta Giuseppe Parisi di Trento e decorate da Gian Rigo di Venezia. Tra il 1966 ed il 1967 fu oggetto di importanti ristrutturazioni e di adeguamento liturgico. L'originale altare maggiore fu smontato, la pavimentazione della parte absidale fu consolidata, fu elevata e rinforzata nella struttura che aveva iniziato a mostrare cedimenti. Si protessero varie parti dalle infiltrazioni di umidità, si rivide la copertura del tetto e venne rifatto l'impianto di riscaldamento. Gli ultimi interventi hanno preso il via negli anni finali del primo decennio del XXI secolo e hanno riguardato la sistemazione del sagrato con ciottoli di fiume e cubetti in porfido e la revisione dell'impianto fognario esterno.

## Descrizione

### Esterni
Il luogo di culto, che è orientato verso sud, si trova su un piccolo terrapieno a occidente rispetto al nucleo del centro abitato di Raossi. 
Presenta una facciata a capanna semplice, con due spioventi. Il portale è centinato e strombato in una cornice culminante con un arco a tutto sesto ed è sormontato da un piccolo rosone, pure strombato, che porta luce alla sala. La copertura del tetto è sporgente.
Le due fiancate laterali sono simmetriche e presentano tre finestre a monofora. La sagrestia è posta in posizione arretrata sulla sinistra, mentre la torre campanaria si trova sulla destra. La cella campanaria si apre con quattro finestre a monofora e la copertura è a piramide rettangolare bassa, conclusa con una croce al centro.

### Interni
La navata interna è unica con quattro campate. Il battistero è posto a sinistra, lateralmente, nella quarta campata. Gli arricchimenti decorativi che ci sono pervenuti sono limitati ad una cornice con la dedicazione, sull'arco santo, e all'occhio divino sulla parte centrale del catino absidale. Le parti decorate da don Giuseppe Tarter nel 1936 , tra queste un affresco raffigurante Angeli con gli scarponi, sono state scialbate con gli adeguamenti liturgici della seconda metà del XX secolo.